# Bergondo
Bergondo ist eine spanische Gemeinde in der Autonomen Gemeinschaft Galicien. Bergondo ist auch eine Stadt, eine Parroquia und der Verwaltungssitz der gleichnamigen Gemeinde. Die 6.986 Einwohner (Stand: 2024), leben auf einer Fläche von 32,72 km², 21,6 km von der Provinzhauptstadt A Coruña entfernt.

## Gemeindegliederung
Die Gemeinde Bergondo ist in neun Parroquias gegliedert:
| Parroquias           | Patrozinium  | Einwohner 2024 | Fläche km² | Dichte Einw./km² | Höhe msnm | Ortskennzahl |
| -------------------- | ------------ | -------------- | ---------- | ---------------- | --------- | ------------ |
| Bergondo             | San Salvador | 1.509          | 7,21       | 209              | 103       | 15008020000  |
| Cortiñán             | Santa María  | 517            | 1,78       | 290              | 75        | 15008030000  |
| Guísamo              | Santa María  | 1.473          | 5,66       | 260              | 111       | 15008040000  |
| Lubre                | San Xoán     | 901            | 4,33       | 208              | 60        | 15008050000  |
| Moruxo               | San Vicente  | 454            | 2,22       | 205              | 44        | 15008060000  |
| Ouces                | San Xoán     | 1.089          | 3,82       | 285              | 37        | 15008070000  |
| Rois                 | Santa Mariña | 180            | 1,77       | 102              | 92        | 15008080000  |
| Santa Marta de Babío | Santa Marta  | 327            | 2,46       | 133              | 80        | 15008010000  |
| Vixoi                | San Fiz      | 501            | 3,44       | 146              | 63        | 15008090000  |

## Wirtschaft
| Ackerbau, Viehzucht und Fischerei                                                  | 038   | 01,34  |
| Industrie                                                                          | 0382  | 013,43 |
| Bauwirtschaft                                                                      | 0226  | 07,95  |
| Dienstleistungsbetriebe                                                            | 2.198 | 077,29 |
| Total                                                                              | 2.844 | 100,00 |
| * Daten aus dem Statistischen Amt für Wirtschaftliche Entwicklung in Galicien, IGE |       |        |